# Vollmilch
Vollmilch è il secondo EP del gruppo musicale funk statunitense Vulfpeck, pubblicato il 20 dicembre 2012 dall'etichetta discografica indipendente Vulf Records.

## Tracce
1. Outro – 4:36
2. A Walk To Remember – 5:05
3. Adrienne & Adrianne – 3:47
4. It Gets Funkier Ⅱ – 5:12
5. Barbara – 4:09
6. Mean Girls – 4:09